# Tectita

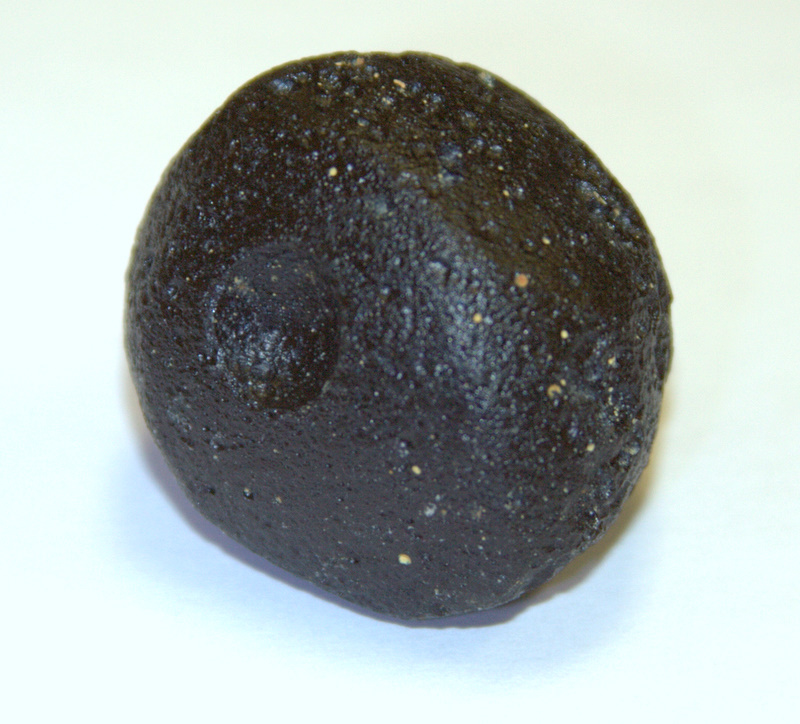
Una tectita.

Las tectitas (del griego tektos, fundido, a veces escrito tektita) son objetos de vidrio natural, de algunos centímetros o milímetros en tamaño que, de acuerdo a la mayoría de los científicos, se han formado por el impacto de grandes meteoritos en la superficie de la Tierra. Las tectitas son los minerales más secos conocidos, con un contenido de agua promedio de 0,005%. Esto es muy raro, ya que la mayoría de los cráteres donde las tectitas se formaron se encontraban bajo el agua antes del impacto. También se ha descubierto zircón parcialmente fundido dentro de algunas tectitas. Esto, junto con el contenido de agua, sugiere que las tectitas se formaron bajo una temperatura y presión muy elevadas (similares a las necesarias para formar diamante).

## Origen de las tectitas: dos teorías
La teoría de los impactos terrestres sugiere que un gran impacto funde el material de la superficie terrestre, y junto con restos del meteorito se catapultan a algunos cientos de kilómetros fuera del sitio de impacto, algunos incluso salen de la tierra y regresan debido a la gravitación. De acuerdo con esta teoría, aunque un impacto de meteorito causa la formación, parte del material precursor de las tectitas es de origen terrestre. El color de las tectitas es negro o verde aceituna, y su forma varía de redondo a irregular.
Tal como la teoría de los impactos declara, estas no pueden encontrarse en todas partes sobre la superficie de Tierra.
Las tectitas sólo se encuentran en cuatro áreas de dispersión, tres de los cuales están asociadas con cráteres de impacto conocidos. Solo el más grande y reciente depósito de tectita en el sureste de Asia, la llamada área de dispersión de Australasia, no ha tenido un cráter de impacto asociado con esta. Esto probablemente se deba al hecho de que incluso las grandes estructuras de impacto no son fáciles de descubrir. Por ejemplo, desde que fue cubierto por sedimentos el cráter de impacto de Chesapeake Bay (hasta la fecha la estructura de impacto más grande de Estados Unidos y asociada con el área de dispersión de tectitas de Norteamérica), no se detectó hasta el principio de la década de los años 1990. Además, cuanto más grande sea el área de dispersión, más grande será el área donde se deberá buscar el cráter. Ya que cada año se identifican nuevos cráteres, esto no se considera realmente un problema por los defensores de la teoría de impacto, salvo el supuesto cráter de Australasia, un rasgo que tendría menos de un millón de años de antigüedad y por lo tanto fácilmente visible. Existen indicios de la localización de este cráter en la región de Bolaven, al sur de Laos.
Las edades de las tectitas en las cuatro áreas de dispersión se han fechado utilizando métodos radiométricos. La edad de las moldavitas, un tipo de tectita encontrado en la República Checa, se determinó en 14 millones de años de antigüedad, lo cual concordó con la edad determinada para el cráter Nördlinger Ries (localizado a unos cientos de kilómetros al este, en Alemania), mediante la datación radiométrica de suevita (una brecha de impacto hallada en el cráter). Existen concordancias similares entre las tectitas del área de dispersión de Norteamérica y el cráter de impacto de Chesapeake Bay, así como entre las tectitas de la Costa de Marfil y el cráter del lago Bosumtwi.
A continuación se mencionan algunos tipos de tectitas, agrupados según las cuatro áreas de dispersión conocidas, y sus cráteres asociados:
1. Área de dispersión Europea (Nördlinger Ries, Alemania, edad: 15 millones de años): Moldavitas (República Checa, verde).
2. Área de dispersión de Australasia (esta zona cubre más del 10% de la superficie de la Tierra, aunque el joven y gigantesco cráter supuestamente asociado con esta, el cual no se debió haber erosionado en tan corto tiempo, no se ha localizado después de décadas de buscar mediante adhesivos de impacto; la edad de estas tectitas es 0.7 millones de años o quizás un poco más joven): Australasitas (Australia, oscuras, la mayoría negras), Indochininitas (Sureste de Asia, oscuras, la mayoría negras), Chininitas (China, negras).
3. Área de dispersión de Norteamérica (cráter de impacto de Chesapeake Bay, Estados Unidos, edad 34 millones de años): Bediasita (Estados Unidos, Texas, negras), Georgiaitas (E.U., Georgia, verdes).
4. Área de dispersión de la Costa de Marfil (Cráter del lago Bosumtwi, Ghana, edad: 1 millón de años); las tectitas de este evento se han encontrado tan lejos como el sur de Australia: Ivoritas (Costa de Marfil, negras)

En la actualidad, el origen terrestre de las tectitas se ha aceptado por muchos estudios geoquímicos e isotópicos (e.g. Faul H.(1966), Koeberl C.(1990)).

## Primeras teorías de impacto extraterrestre
La mayoría de los científicos han descartado las primeras teorías sobre tectitas originadas en la Luna u otros cuerpos celestes. Sin embargo, varios estudios serios rechazan la tradicional "teoría de impacto terrestre".
No se ha encontrado ningún gas noble cosmogónico, producido por rayos cósmicos, en las tectitas. Esto excluye un largo viaje en el espacio que sería necesario si las tectitas no son terrestres.
Este hecho hace un origen lunar muy improbable, según los que apoyan el impacto terrestre, ya que es muy difícil reconciliarse con el hecho de encontrar gases cosmogónicos en todos los meteoritos lunares, y porque un meteorito lunar típico tarda aproximadamente 1 millón de años en viajar desde la Luna a la Tierra. Además, el origen Lunar no puede explicar por qué muchas tectitas sólo se pueden encontrar en áreas confinadas (aunque se pudiera debatir si las tectitas Australasianas y de la Costa de Marfil entran en esta definición), a diferencia de los meteoritos lunares o de algún origen distinto que se encuentran dispersos en la superficie de la Tierra. Particularmente, no existen tectitas o campos de dispersión en la Antártida, donde el flujo de los glaciares ayuda a barrer el material en ciertos lugares. Sin embargo, las áreas de dispersión se expanden con cada tectita descubierta en el fondo marino del sur. Puede ser que este campo de tectitas abarque tan lejos como la Antártida, pero regularmente las expediciones de recuperación de meteoritos sólo han encontrado meteoritos y ningún rastro de tectitas. Si las tectitas del espacio cayesen en la Antártida, una gran parte del material recogido debería ser tectitas y por lo tanto ya se debería haber descubierto algún campo de dispersión.
Recíprocamente, los campos de dispersión Australasiano y el de Costa de Marfil se han extendido durante décadas ya que se han encontrado nuevas tectitas en el sedimento marino; a la fecha estos abarcan hasta el sur del continente. De este modo, podría ser prematuro que los defensores del origen terrestre digan que nunca se descubrirán tectitas en la Antártida.
Mediciones de altas concentraciones del radionucleido berilio 10 en las tectitas del relativamente joven campo de dispersión Australasiano son, de acuerdo a los investigadores, una indicación del origen terrestre.
El berilio 10 es producido por los rayos cósmicos en la atmósfera, dónde es lavado por la lluvia e incorporado en las nuevas capas de sedimento.
Ya que el berilio 10 decae con una vida media de aproximadamente 1.5 millones de años, su concentración en los sedimentos más viejos y otros tipos de piedras aparece sucesivamente más bajo. El berilio 10 se encuentra en los meteoritos y las piedras lunares a una concentración más baja que en los sedimentos recientes porque los rayos cósmicos interactúan con estas piedras para producir cantidades más pequeñas.
Muchos consideran estos resultados como la ratificación final para la teoría de impacto, ya que estos muestran que el material precursor es principalmente de origen terrestre (mezclado con pequeños rastros de material extraterrestre, quizás el objeto impactor).
Los científicos que consideran que el vidrio de tectita son fusiones de impacto normalmente ignoran su estructura (petrografía) y alta calidad.
En cambio, basan sus suposiciones en comparaciones químicas de la tectita con los promedios de ciertos sedimentos, y en ciertos valores isotópicos que ellos afirman que no existen en la Luna.
Por otra parte, otros investigadores han demostrado que el vidrio de tectita no es realmente comparable con los sedimentos terrestres, los cuales poseen un amplio rango de varianza química, especialmente en los álcalis; y a cambio muestran a menudo rastros químicos ígneos (volcánicos). También sostienen la imposibilidad física de formar tectitas por "acumulación de impacto" o "rebote de compresión".
En 1961, oficiales de los Laboratorios de Investigación Cambridge de la Fuerza Aérea de EE. UU. en Bedford, Massachusetts, estuvieron muy interesados en las características físicas y químicas de las tectitas.
El "Proyecto 7698" fue comisionado por el investigador principal W. H. Pinson Jr, del Instituto Tecnológico de Massachusetts. El informe final 7698 concluyó que la composición isotópica de estroncio en tectitas no concordaba con rocas terrestres e impactitas. Pinson concluyó la teoría de formación por fusión al azar de materiales terrestres donde no pudieran ser apoyados por "impactos de meteoritos, asteroides, cometas o relámpagos".
Investigadores que trabajan en ciertas muestras del Apolo han mostrado que algunos valores terrestres e isotópicos existen evidentemente en la profundidad de la Luna. Tales muestras han alcanzado la superficie en ciertos procesos volcánicos. La actividad volcánica terrestre y lunar han producido valores de iridio comparables a la capa de arcilla/microtectita del KT (Cretáceo/Terciario). Sin embargo, el vulcanismo terrestre o lunar no puede explicar anomalías isotópicas encontradas en la capa superior del KT. En otros términos, la composición isotópica del cromo es homogénea dentro del sistema Tierra-Luna, así que la anomalía isotópica del cromo encontrada en el límite de KT sólo puede explicarse si se mezcló el material de un impactor (asteroide o cometa). El material de origen lunar, descubierto hasta la fecha, no puede explicar las características isotópicas.
El científico de la NASA John A. O'Keefe publicó numerosos artículos entre los años 50 y 60 discutiendo estos temas químicos, isotópicos, y cómo estos se relacionan con el vidrio de tectita. Por lo tanto, algunos investigadores de las tectitas continúan en fuerte desacuerdo con la popular teoría de impacto terrestre; ellos sugieren que es más probable que la tectita son eyecciones volcánica de la Luna.
De los años 50 hasta los años 90, el aerodinamicista de la NASA Dean R. Chapman y otros adelantaron la "teoría del origen lunar" de las tectitas. Chapman usó modelos orbitales complejos de computadora y extensas pruebas de túnel de viento para apoyar la teoría que las tectitas del Australasiano se originaron de restos del rayo Rosse del gran cráter Tycho en el lado más cercano de la Luna. Hasta que el rayo de Rosse sea probado, un origen lunar para las tectitas no puede ser descartado.
Durante los años ochenta y noventa, investigadores como O'Keefe de la NASA, el astrónomo e investigador de tectitas Hal Povenmire, y el petrologista Darryl Futrell afirmaron que la lenta manera en que se forman el vidrio de tectita (llamado "fining"), y los rasgos volcánicos que dicen haber observado en algunas tectitas segmentadas no pueden ser explicados por la teoría de impacto terrestre. A diferencia de todos los vidrios impactitas terrestre, las tectitas están libres casi por completo de agua en su interior, similar a las rocas lunares. Además, la Ley de Stokes no permite la formación de tectitas durante un impacto mientras la velocidad necesitada para formar ciertas tectitas "con bordes" es más compatible con un origen lunar que con un origen terrestre. O'Keefe sugirió volcanes lunares de hidrógeno como la fuente original de las tectitas. Nota: Desde la misión lunar Clementine americana no tripulada de los años noventa, han sido identificadas inmensas áreas de vidrios piroclásticos (volcánicos), notablemente en el área de la meseta de Aristarchus.
También hay evidencia de material granítico intersticial (semejante a las tectitas acidicas en la química) en algunas muestras de la región montañosa lunar que apoya la teoría de origen lunar. Las imágenes de la nave espacial Lunar Orbiter revelan campos de domos volcánicos que pueden indicar erupciones de sílice profundamente enclavadas, una posible fuente de las tectitas. (Estos domos son similares a los cráteres del Lago Mono de California; irónicamente, las obsidianas de Mono son muy similares a algunas tectitas segmentadas).
Una parte de una de las muestras de piedra recogidas en la muestra 12013 lunar del Apolo 12, tiene una composición que es notablemente similar a algunas tectitas. Es especialmente similar a las javenitas de alto-magnesio (parte del campo Australasiano). La muestra 12013 es no es homogénea ya que está compuesto de dos tipos de materiales, uno claro y otro oscuro.
La porción clara acidica está compuesta hasta de un 71% de dióxido de silicio. La porción oscura se parece las piedras de KREEP. Las abundancias de 20 de los 23 elementos probadas en la porción acidica de la muestra mostraron una notable similitud a las tectitas de alto-magnesio. Los elementos mayores concordaron también, los elementos menores y los rastros no lo hicieron. Sin embargo, otras muestras lunares concordaron muy bien con las microtectitas.
Incluso con la gran similitud a una tectita, la muestra lunar 12013 generalmente no se acepta como una tectita. Sin embargo, que es suficientemente similar a algunas tectitas que no puede ignorarse. Por esto, el minerologo Brian Mason y el petrologista W.G. Melson, los geólogos Edward Chao, Robert J. Foster, y Jack Green —junto con los astrónomos Mark R. Chartrand, Franklyn Branley, J.E. van Zyl, Paolo Maffei y el científico cerámico David Pye - han descartado la teoría del origen terrestre y apoyan un origen lunar.
Finalmente, de acuerdo a O'Keefe y Povenmire, la muestra lunar 14425 del Apolo 14 se parece a unas microtectitas de contenido de alto-magnesio y baja en sílice. Sin embargo, esta afirmación se rechazó en un estudio del científico B.P. Glass. Indiferente a esto, O'Keefe dijo que "si se hubiese encontrado a 14425 en la Antártida en vez de en Fra Mauro (en la Luna), probablemente se habría aceptado como una tectita".
Mientras que la batalla más visible entre los posibles orígenes de las tectitas se ha calmado desde la época del Apolo, aun continúa entre varios investigadores serios y coleccionistas de meteoritos quienes han estudiado este tema a profundidad y se niegan a descartar su teoría favorita.

### Artículos
- Cameron, W. S. & Lowrey, B.E. (1975) Tektites: Volcanic ejecta from the Moon. The Moon, 31–360.
- Chapman, Dean R. (1971) Australasian tektite geographic pattern, crater and ray of origin, and theory of tektite events. Journal of Geophysical Research, Vol. 76, No. 26, 6309–6338.
- Chao, E.C.T. (1993) Comparison of the Cretaceous-Tertiary boundary impact events and the 0.77-ma Australasian tektite event... U.S.G.S. Survey Bulletin 2050, G.P.O.
- Faul H.(1966) Tektites are terrestrial. Science, Vol. 152, 1341–1345.
- Futrell, D. (February & March 1999) The lunar origin of tektites. Rock & Gem.
- Futrell, D. & Varricchio, L. (2002) An argument against the terrestrial origin of tektites.
- Meteorite, Vol. 8, No. 4, pp. 34–35.
- Glass, B. P. (1986) Lunar sample 14425: Not a lunar tektite, Geochimica et Cosmochimica Acta 50, 111–113.
- Koeberl C.(1990) The geochemistry of tektites: An overview. Tectonophysics Vol. 171, 405–422.
- Mason, B. & Melson, W.G. (1970) The lunar rocks. Wiley Interscience, 113–115.
- NASA Ames Research Center (Sept. 22, 1969) NASA fact sheet Tektites, tons of the Moon already on Earth.
- O'Keefe, J.A. (June 5, 1970) Tektite glass in Apollo 12 sample. Science, Vol 168, 1209–1210.
- O'Keefe, J.A. (Feb. 26, 1985) The coming revolution in planetology. Eos, Vol. 66, No. 9, pp. 89–90.
- O'Keefe, J.A. (1993)The origin of tektites. Meteoritics, Vol. 29, No. 1, pp. 73–78.